# Uderns
Uderns település Ausztriában, Tirolban a Schwazi járásban található. Területe 6,72 km², lakosainak száma 1 671 fő, népsűrűsége pedig 250 fő/km² (2014. január 1-jén). A település 549 méteres tengerszint feletti magasságban helyezkedik el.

## Fordítás
- Ez a szócikk részben vagy egészben  az   Uderns című angol Wikipédia-szócikk ezen változatának fordításán alapul.  Az eredeti cikk szerkesztőit annak laptörténete sorolja fel. Ez a jelzés csupán a megfogalmazás eredetét és a szerzői jogokat jelzi, nem szolgál a cikkben szereplő információk forrásmegjelöléseként.